# Tuska Open Air Metal Festival

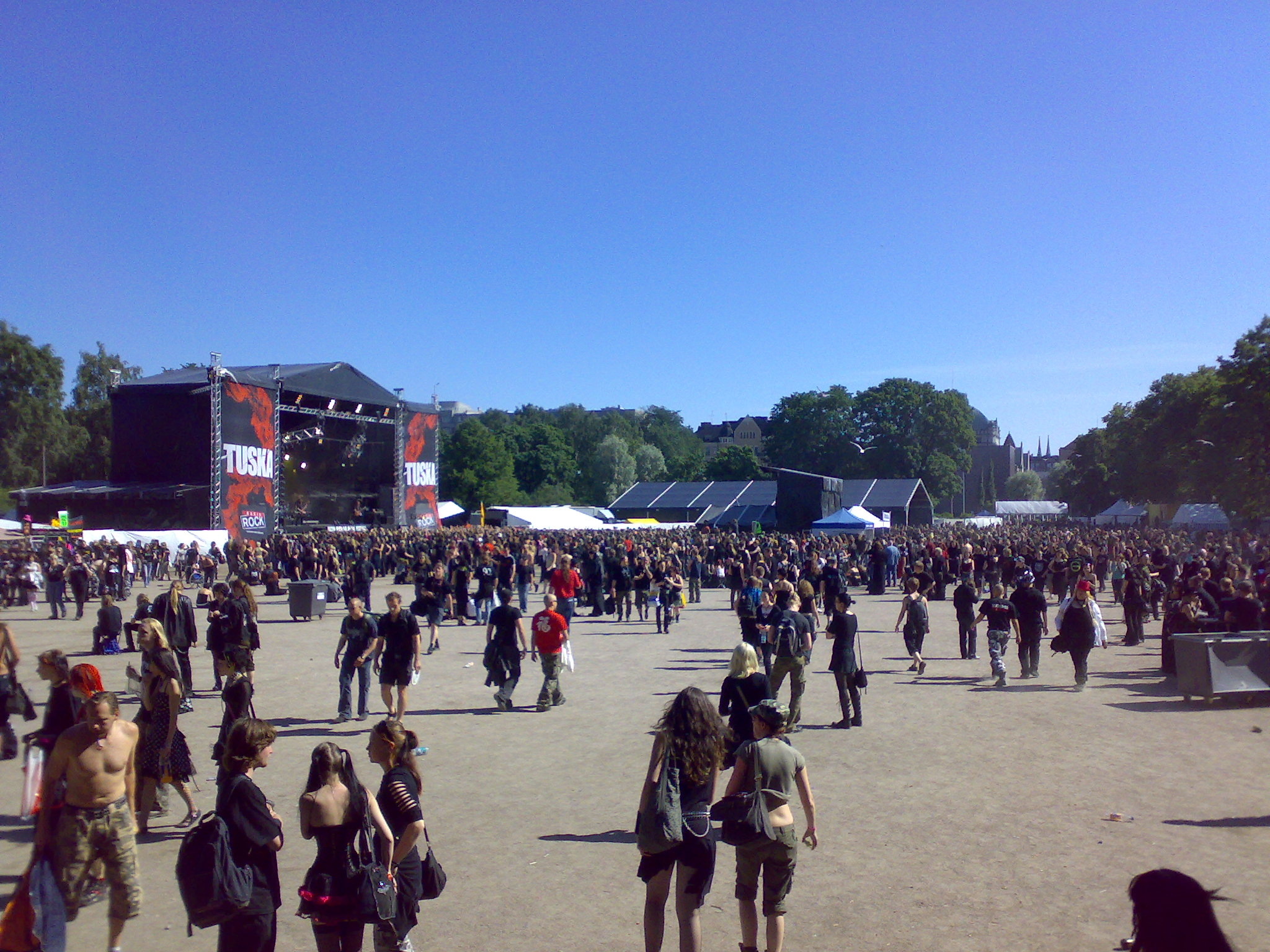
Bereich der Hauptbühne 2007

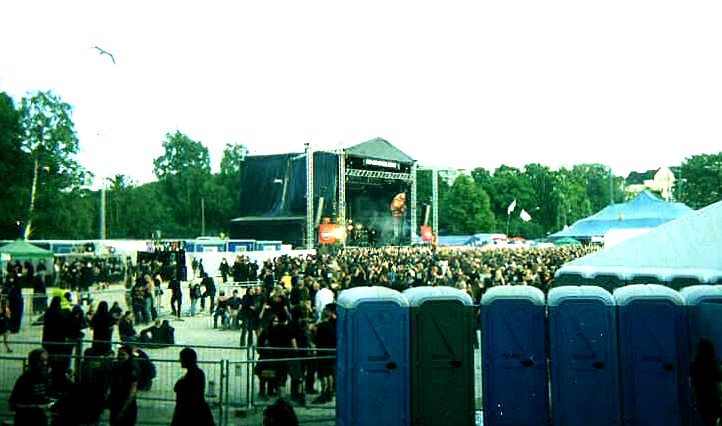
Die Hauptbühne des Tuska-Festivals 2004

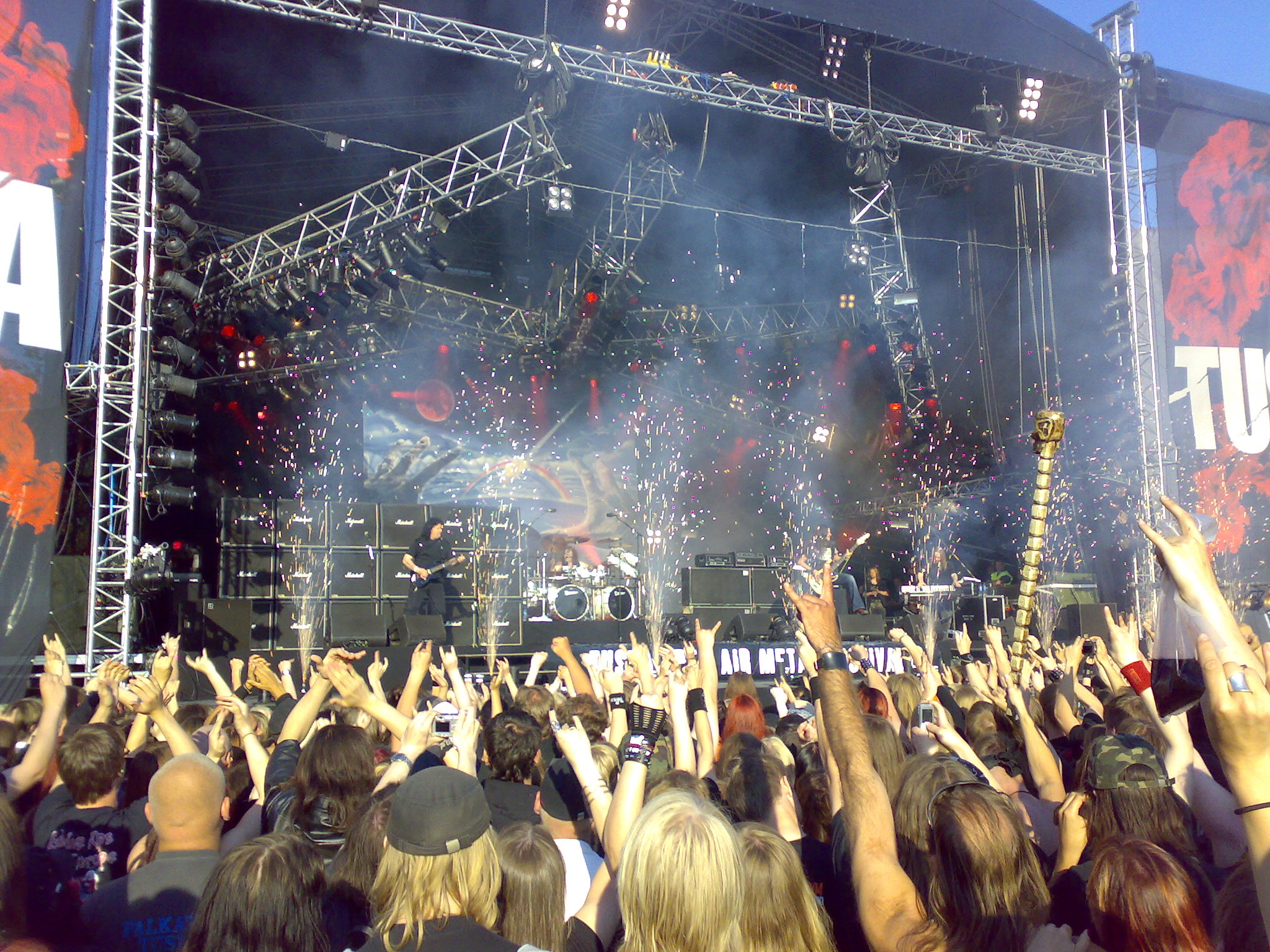
Stratovarius auf dem Tuska 2007

Das Tuska Open Air Metal Festival, kurz auch Tuska (finnisch für ‚Schmerz‘) genannt, ist ein finnisches Freiluft-Musikfestival, bei dem vor allem Metalbands auftreten. Nach mehreren Ortswechseln innerhalb Helsinkis findet es seit 2011 jeden Sommer in Suvilahti, einem Ort für Kunst und Kultur in Helsinki, statt und dauert ein Wochenende.
Das seit 1998 existierende Festival fand bis 2005 jeweils am zweiten Juliwochenende des Jahres statt, wurde dann aber um zwei Wochen vorverlegt. 2006 war es damit vom 30. Juni bis zum 2. Juli, im Jahr 2007 fand das Festival vom 29. Juni bis zum 1. Juli statt. Im Jahr 2008 fand es vom 27. bis zum 29. Juni statt. Auch der Standort wurde verlegt, ursprünglich als zweitägiges Festival im mittlerweile abgerissenen Vr:n Makasiinit wurde aus dem Tuska 2001 ein dreitägiges Festival im nur wenige hundert Meter entfernten Kaisaniemi-Park auf der anderen Seite des Hauptbahnhofes. 2011 wurde das Festival nicht nur zeitlich auf das dritte Juliwochenende verschoben, sondern auch der Veranstaltungsort wieder geändert. Das Tuska findet nun in Suvilahti, einem früheren Energieproduktionsstandort in Sörnäinen, statt. Durch die Lage leicht außerhalb des Stadtzentrums an der Metrostation Kalasatama wurde es erstmals möglich, das Gelände zu verlassen und später wieder zu betreten.
Rund 32 Bands meist nordischer Herkunft treten jedes Jahr auf den mittlerweile drei Freiluftbühnen (Radio Rock, Inferno und Sue) im Kaisaniemi-Park auf. 2011 wurde in einem Fabrikgebäude am neuen Standort zusätzlich eine kleine Bühne (Club Stage) aufgestellt, auf der hauptsächlich Bands aus den Genres Black Metal und Grindcore auftreten. Im Anschluss spielen an jedem Festivaltag etwa ebenso viele meist ausschließlich finnische Bands in diversen Clubs, die quer durch die zentralen Stadtteile von Helsinki verteilt sind, so zum Beispiel im Tavastia, Nosturi, Gloria, Virgin Oil, D.O.M., Inferno oder nach der Standortverlegung auch in den Lagerhallen des Vr:n Makasiinit.
Das Tuska gehört zu den größten Metal-Festivals. So kommen seit 2005 immer um die 30.000 Zuschauer. 2008 war das Festival bereits Wochen im Vorhinein ausverkauft. 2009 und 2011 kamen rund 28.000 Besucher. 2010 war das Festival mit 33.000 Besuchern ausverkauft.

## Bandübersicht der letzten Jahre

### 2004
Dio (USA), In Flames (SWE), Nightwish (FIN), Fear Factory (USA), Death Angel (USA), Kotiteollisuus (FIN), Timo Rautiainen ja Trio Niskalaukaus (FIN), Suburban Tribe (FIN), Sonata Arctica (FIN), Soilwork (SWE), Diablo (FIN), Dark Tranquillity (SWE), Charon (FIN), Dark Funeral (SWE), Dismember (SWE), Mokoma (FIN), Ensiferum (FIN), Dew-Scented (GER), Nasum (SWE), Impaled Nazarene (FIN), Sinergy (FIN), Beseech (SWE), Blake (FIN), Chaosbreed (FIN), Swallow the Sun (FIN), D.S.K. (FRA), Drive (FIN), Trollheim’s Grott (FIN), Machine Men (FIN), Kilpi (FIN), Twilightning (FIN) und Turisas (FIN).

### 2005
Monster Magnet (USA), Apocalyptica (FIN), Finntroll (FIN), Teräsbetoni (FIN), Scarve (FRA), Primal Fear (GER), Destruction (GER), Callisto (FIN), Wintersun (FIN), Malediction (FRA), Dimmu Borgir (NOR), Testament (USA), Gamma Ray (GER), Mnemic (DEN), Deathchain (FIN), Thunderstone (FIN), Amoral (FIN), Rotten Sound (FIN), Lake of Tears (SWE), Ajattara (FIN), Pain Confessor (FIN), SinKing (FIN), Naglfar (SWE), Accept (GER), Sentenced (FIN), Children of Bodom (FIN), Evergrey (SWE), Viikate (FIN), Skyclad (UK), Stam1na (FIN), Turmion Kätilöt (FIN) und Hieronymus Bosch (RUS).

### 2006
The Sisters of Mercy (UK), Venom (UK), Celtic Frost (CH), Opeth (SWE), Anathema (UK), Sodom (GER), Arch Enemy (SWE), Sonata Arctica, Diablo (FIN), Amorphis (FIN), Mokoma, Tarot (FIN), Stam1na (FIN), Nine (SWE), Suburban Tribe (FIN), Freedom Call (GER), Wintersun (FIN), Gojira (FRA), Deathstars (SWE), Swallow the Sun, Burst (SWE), Norther (FIN), Verjnuarmu (FIN), Kalmah (FIN), The Scourger (FIN), Mendeed (UK), Pain Confessor (FIN), April (FIN), Impaled Nazarene (FIN), Metsatöll (EST), Epica (NL) und Timo Rautiainen (FIN).

### 2007
Children of Bodom (FIN), Emperor (NOR), Immortal (NOR), W.A.S.P. (USA), Stratovarius (FIN), Blind Guardian (GER), DragonForce (UK), Isis (USA), Moonspell (POR), D’espairsRay (JPN), Katatonia (SWE), Pain (SWE), Finntroll, Misery Index (USA), Hatesphere (DK), Mercenary (DK), Moonsorrow (FIN), Vader (POL), Legion of the Damned (NL), Imperia (NL / FIN), Thunderstone (FIN), Turisas (FIN), Insomnium (FIN), Maj Karma (FIN), Brother Firetribe (FIN), Before the Dawn (FIN), 45 Degree Woman (FIN), Naildown (FIN), Profane Omen (FIN), Nicole (FIN), Sturm und Drang (FIN) und Scent of Flesh (FIN).

### 2008
Slayer (USA), Carcass (UK), Dimmu Borgir (NOR), Morbid Angel (USA), Killswitch Engage (USA), Sonata Arctica, Fields of the Nephilim (UK), Amon Amarth (SWE), Mokoma, Kreator (GER), Stam1na (FIN), Entombed (SWE), Diablo (FIN), Job for a Cowboy (USA), Behemoth (POL), Nile (USA), Kalmah (FIN), Dream Evil (SWE), Týr (FRI), Primordial (IRL), Before the Dawn (FIN), The Sorrow (AUT), The Scourger (FIN), Noxa (IND), Sotajumala (FIN), KYPCK (FIN), Kiuas (FIN), Ghost Brigade (FIN), Discard (FIN), Tracedawn (FIN), Shade Empire (FIN) und Dying Fetus (USA).

### 2009
Immortal (NOR), Suicidal Tendencies (USA), Volbeat (DK), The Black Dahlia Murder (USA), Ensiferum (FIN), Firewind (GR), Pestilence (NL), Amorphis (FIN), Neurosis (USA), Parkway Drive (AUS), MUCC (JPN), Korpiklaani (FIN), Evile (UK), Rotten Sound (FIN), Legion of the Damned (NL), My Dying Bride (UK), Girugamesh (JPN), Sabaton (SWE), Eluveitie (CH), All That Remains (USA), Profane Omen, Jon Oliva’s Pain (USA), Tukkanuotta (FIN), Callisto (FIN), Stam1na (FIN), The Faceless (USA), Medeia (FIN), Amoral, Gojira (FRA), Dauntless (FIN), Deathchain (FIN) und Gama Bomb (IRE).

### 2010
Armed for Apocalypse (USA), Barren Earth (FIN), Bloodbath (SWE), Cannibal Corpse (USA), Devin Townsend Project (CAN), Finntroll, FM2000 (FIN), Holy Grail (USA), Hypocrisy (USA), Ihsahn (NOR), Insomnium, Kamelot (USA), Mastodon (USA), Megadeth (USA), Municipal Waste (USA), Nile (USA), Obituary (USA), Overkill (USA), Pain (SWE), Rytmihäiriö (FIN), Satyricon (NOR), Sotajumala (FIN), Survivors Zero (FIN), Swallow the Sun, Tarot (FIN), Testament (USA), The Arson Project (SWE), Torture Killer (FIN), Trigger the Bloodshed (UK), Turmion Kätilöt (FIN), Warmen (FIN)

### 2011
Agnostic Front, Amon Amarth, Amorphis, At the Gates, Arch Enemy, Black Breath, Blind Guardian, Bulldozer, Church of Misery, Devin Townsend Project, Electric Wizard, Enslaved, Epica, Exodus, Forbidden, Ghost, Grave, Hell, Impaled Nazarene, Jex Thoth, Katatonia, Killing Joke, Kvelertak, Meshuggah, Misery Index, Morbid Angel, Moonsorrow, MyGRAIN, Omnium Gatherum, Spiritual Beggars, Turisas, Tarot, Wintersun, Witchery
Club-BühneCause for Effect, Tinner, Goresoerd, Lighthouse Project, Oranssi Pazuzu, Cavus, Mononen, Fleshpress, Medeia, Feastem, Axegressor, Hooded Menace, Rotten Sound, Carnalation, TotalSelfHatred, Shining, GAF, Black Crucifixion

### 2012
Megadeth, Ministry, Sabaton, Overkill, Apocalyptica, Sonata Arctica, Edguy, Exodus, Trivium, Behemoth, Finntroll, Napalm Death, Hatebreed, Suicide Silence, Mokoma, Insomnium, Saint Vitus, Arcturus, Baroness, Swallow the Sun, Barren Earth, Lock Up, Textures, Anaal Nathrakh, Skeletonwitch, Alcest, Suidakra, Profane Omen, The Man-Eating Tree, Amoral, Battle Beast, Metsatöll, Horna, Demigod, A.R.G., Winterwolf, Victims, Unkind, Demonic Death Judge, Oddland, Afgrund, Final Assault, For the Imperium, Jess and the Ancient Ones, Evil-Lÿn, Corpsessed, Inferia, Vorum, One Morning Left, Bob Malmström, Ramin Kuntopolku

### 2013
Nightwish, King Diamond, Testament, Bolt Thrower, Kreator, Amorphis, Stam1na, Soilwork, Stratovarius, Wintersun, Amaranthe, Ihsahn, Leprous, Asking Alexandria, Tesseract, Von, Urfaust, We Butter the Bread with Butter, Deathchain, Black City, Abhorrence, Torture Killer, Dreamtale, Hateform, Santa Cruz

### 2014
Emperor, Anthrax, Dimmu Borgir, Children of Bodom, Satyricon, Bring Me the Horizon, Neurosis, Carcass, Stone, Shining, Turmion Kätilöt, Insomnium, Ensiferum, Orphaned Land, Metal Church, Poisonblack, We Came as Romans, Battle Beast, Tankard, Hamferð, Powerwolf, Santa Cruz, Beastmilk, Amoral, Speedtrap, Cutdown, Altair, Arion

### 2015
Alice Cooper, Sabaton, In Flames, Lamb of God, Opeth, Abbath, Exodus, Amorphis, Stratovarius, Mokoma, Architects, Loudness, Bloodbath, Blues Pills, Ghost Brigade, Ne Obliviscaris, Einherjer, Warmen, The Sirens, Sotajumala, Krokodil, Bombus, Enforcer

### 2016
Ghost, Avantasia, Children of Bodom, Testament, Anthrax, Behemoth, Katatonia, Stam1na, Kvelertak, Hatebreed, Turmion Kätilöt, Gojira, With the Dead, Lordi, Swallow the Sun, Cain’s Offering, Diablo, Primordial, Thunderstone, Tsjuder, Cattle Decapitation, Obscura, Havok, Nervosa, Myrkur, Delain, Mantar, Beast in Black, Jess and the Ancient Ones

### 2017
Sabaton, HIM, Mastodon, Apocalyptica, Devin Townsend Project, Suicidal Tendencies, Amorphis, Mayhem, Triptykon, Dirkschneider, Timo Rautiainen ja Trio Niskalaukaus, Soilwork, Electric Wizard, Vuur, Sonata Arctica, Wintersun, Baroness, Mokoma, Insomnium, Lost Society, Brujeria, Rotten Sound, Avatarium, Battle Beast, Brother Firetribe, Jimsonweed, Barathrum, Impaled Nazarene, Baptism, Oranssi Pazuzu, Lik, Trap Them, Kohti Tuhoa, Ratface, Pekko Käppi & Khhl, The Raven Age, Huora, Amendfoil, Demonztrator, Fear of Domination, Mind Riot, Sleep of Monsters, Throes of Dawn, Paara, Alabama Kush, Where´s My Bibel, Slomusali

### 2018
Body Count feat. Ice-T, Gojira, Parkway Drive, Kreator, Europe, Dead Cross, Arch Enemy, Emperor, Meshuggah, At the Gates, Clutch, Timo Rautiainen & Trio Niskalaukaus, Crowbar, Mokoma, Turmion Kätilöt, Ihsahn, Hallatar, Moonsorrow, Leprous, Carpenter Brut, The 69 Eyes, Beast in Black, Bombus, Grave Pleasures, Lauri Porra Flyover Ensemble, Tribulation, Shiraz Lane, Stick to Your Guns, The Charm the Fury, Mantar, Arion, Foreseen, Red Death, Feastem, Hard Action, Hexhammer, Galactic Empire, Gloomy Grim, Crimfall, Blind Channel, Baest, Temple Balls, Black Royal, Six Inch, Keoma, Tyrantti

### 2019
Slayer, Amorphis, The Hellacopters, Anthrax, Opeth, Behemoth, Dimmu Borgir, Halestorm, Stam1na, Kvelertak, Cult of Luna, Frank Carter & the Rattlesnakes, Sick of It All, Heilung, Battle Beast, Swallow the Sun, Marko Hietala, Anneke van Giersbergen, Loudness, Arion, Leverage, Alien Weaponry, Medeia, Fear of Domination, Wheel, Dark Sarah, Warkings, Visions of Atlantis, Brymir, De Lirium's Order, Goatburner, Mustan Kuun Lapset, I Revolt, Kaiser, Pahan Ikoni, Palehorse, Sata Kaskelottia, Balance Breach, Wake Up Frankie, Hevisaurus, Sharon Rircharson, JP Ahonen, Mika Jussila, Valnoir, Ester Segarra, Scar.fi

### 2020 und 2021
Das Festivals wurde wegen der COVID-19-Pandemie abgesagt.

### 2022
Korn, Mercyful Fate, Deftones, Carcass, Amorphis, Kreator, Devin Townsend, Heilung, Stam1na, Beast in Black, Stratovarius, Northern Kings, Jinjer, Ensiferum, Baroness, Eluveitie, Insomnium, Soilwork, Lost Society, Blind Channel, Reckless Love, Sonata Arctica, Perturbator, Red Fang, Gloryhammer, Joe Lynn Turner, Elder, High on Fire, Oranssi Pazuzu, Vola, The Night Flight Orchestra, Vltimas, Wheel, Omnium Gatherum, Bloodred Hourglass, Lähiöbotox, Shape of Despair, Church of the Dead, Marianas Rest, Humavoid, Detset, Polymoon, One Morning Left, Verikalpa, Enphin, Abstrakt, The Rivet, Shereign, Amoth, Astralion, Denominate, King Satan, Cryptic Hatred, The Mist from the Mountains, Rebellix, Edge of Haze, Atlas, Numento, Sacred Dimension

### 2023
Ghost, Gojira, VV, Arch Enemy, In Flames, The Hu, Electric Callboy, Motionless in White, Jinjer, Clutch, Lorna Shore, While She Sleeps, Marko Hietala, Avatar, Glenn Hughes, Haken, Delain, Urne, Turmion Kätilöt, Mokoma, Lost Society, Memoriam, Butcher Babies, Swallow the Sun, Diablo, Finntroll, Dance with the Dead, Xysma, Imperial Triumphant, Imminence, Blood Incantation, Orbit Culture, Vended, Brymir, A.A. Williams, Foreseen, Smackbound, Silver Bullet, Vermilia, Galvanizer, Solothus, ...And Oceans, Dreamtale, Dirt, Miseria Ultima, Sepulchral Curse, Bob Malmström, Ashen Tomb, Nakkeknaekker, Vansidian, Kouta, Kúru, Nervebreak, Angles Mortis, Slash the Smile, Irrational Cause